# Fruitland (Idaho)
Fruitland es una ciudad ubicada en el condado de Payette en el estado estadounidense de Idaho. En el año 2010 tenía una población de 4.684 habitantes y una densidad poblacional de 1.201,03 personas por km².

## Geografía
Fruitland se encuentra ubicado en las coordenadas 44°0′58″N 116°55′17″O / 44.01611, -116.92139. Según la Oficina del Censo, la localidad tiene un área total de 3,5 km² (1,4 mi²), de la cual 3,5 km² (1,4 mi²) es tierra y 0 km² (0 mi²) (0.0%) es agua.

## Demografía
En el 2000 la renta per cápita promedia del hogar era de $32,469, y el ingreso promedio para una familia era de $36,614. En 2000 los hombres tenían un ingreso per cápita de $31,419 contra $22,000 para las mujeres. El ingreso per cápita para la localidad era de $14,488. Alrededor del 11.9% de la población estaba bajo el umbral de pobreza nacional.